# Missile antiradar

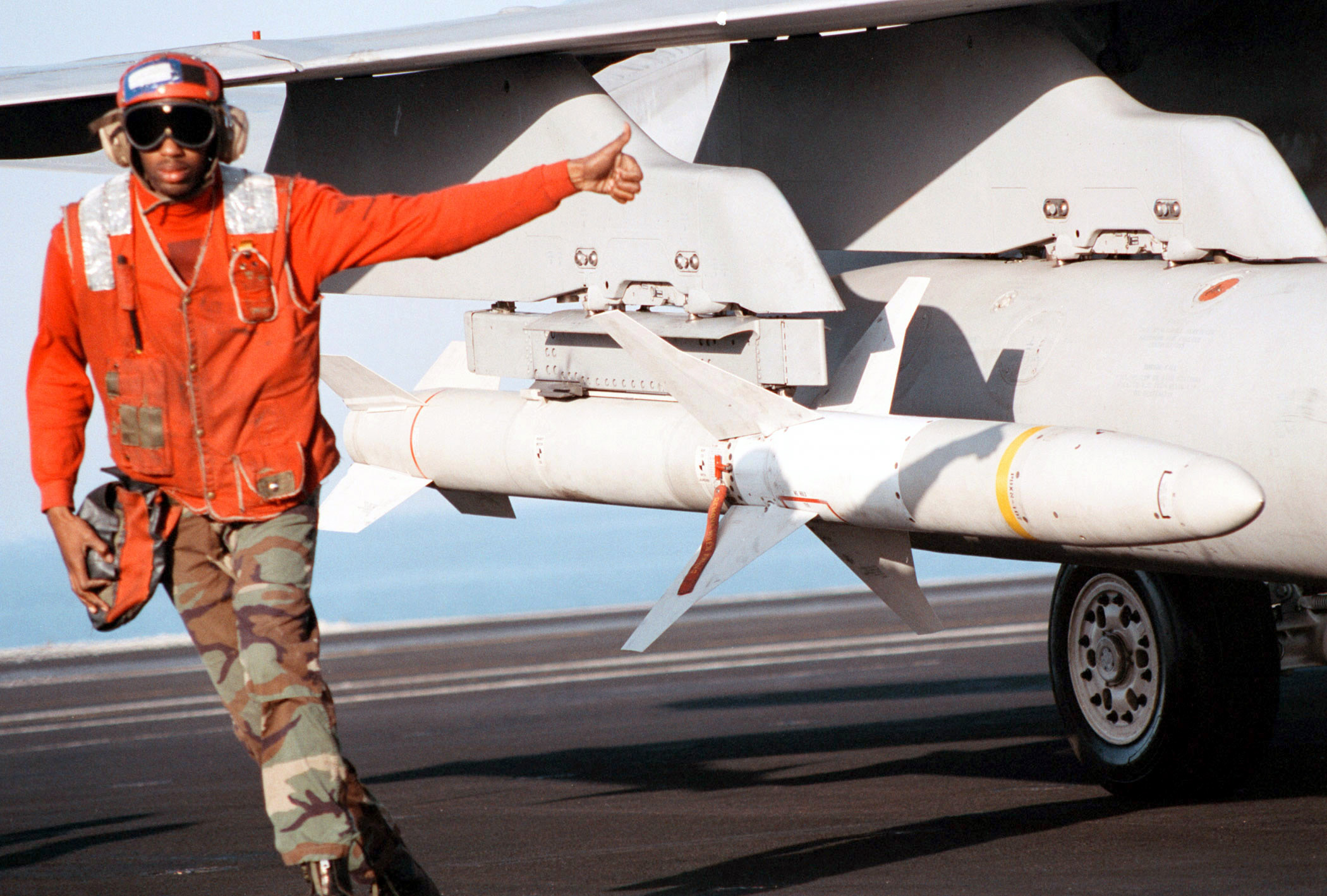
Missile HARM imbarcato su F-18C US Navy

Un missile anti-radar, chiamato anche ARM (Anti Radiation Missile, missile anti-radiazione), è un tipo di missile progettato per rilevare e dirigersi verso le emissioni di un radar.

## Impiego aria-superficie
La maggioranza dei missili ARM moderni è ideata per essere impiegata contro i radar basati a terra.
Solitamente vengono imbarcati su aerei specializzati nel ruolo SEAD (Suppression of Enemy Air Defences) denominati dall'USAF "Wild Weasels". Queste pericolose missioni vengono compiute per diminuire l'efficienza delle difese aeree nemiche nelle prime fasi di un conflitto, per aumentare le probabilità di sopravvivenza per le successive ondate di aerei da attacco. Questi missili possono anche essere utilizzati per distruggere rapidamente siti di missili anti-aerei che si attivano improvvisamente nel corso di un raid aereo di altra natura. Nel caso di missioni aeree inviate in zone dove sono presenti batterie nemiche di missili antiaerei, può essere prevista la contemporanea presenza di velivoli armati di missili ARM e bombe a grappolo "(cluster bombs)". Questi velivoli prendono il nome di "scorta SEAD". Le bombe a grappolo possono venire utilizzate dopo che i missili ARM hanno distrutto il sensore radar, per garantire la distruzione del posto di comando, del lanciatore e delle altre installazioni della batteria di missili.
I primi missili anti-radar, come l'AGM-45 Shrike, non erano particolarmente precisi, si limitavano a dirigersi verso una sorgente di onde elettromagnetiche, detonando nella prossimità del trasmettitore. Gli operatori delle batterie antiaeree, impararono rapidamente a spegnere il sensore se venivano attaccati con missili antiradar, salvo poi riaccendere il sistema in un secondo momento, in ciò riducendo grandemente l'efficacia di questi missili. Questi comportamenti suggerirono lo sviluppo di testate di ricerca più avanzate, come quelle dei missili AGM-78 Standard ARM e AGM-88 HARM. Questi erano forniti di un sistema di guida inerziale, che consentiva di memorizzare l'ultima posizione nota del radar, in modo da poter continuare a mantenere la giusta traiettoria anche se l'emissione veniva fatta improvvisamente cessare. In ogni caso, tanto prima veniva spento il radar bersaglio, tanto minore era la precisione di questi sistemi d'arma.
Per aumentare la loro efficacia, i missili dell'ultima generazione come l'HARM, sono stati potenziati in termini di velocità e utilizzano motori che producono poco fumo, proprio per fare in modo che l'arma copra la distanza verso il bersaglio prima ancora che la reazione al lancio venga messa in atto. Per questa ragione, i missili di ultima generazione hanno una maggiore efficacia e la semplice loro presenza nello scenario di battaglia, costringendo i radar di tiro a rimanere spenti, fornisce un vantaggio agli altri velivoli.
Il missile inglese ALARM ha una funzionalità supplementare: il "temporeggiamento". Un paracadute consente di rallentare la caduta, attendendo che il radar bersaglio si riattivi. Anche l'americano AGM-136 Tacit Rainbow era stato progettato per adottare questa modalità operativa. In origine si trattava di un piccolo missile da crociera avio lanciato, che poteva essere impiegato contro una sorgente radar in trasmissione o poteva essere lanciato contro una zona dove si ipotizzava fossero nascoste postazioni missilistiche antiaeree. Nel caso che i trasmettitori bersaglio fossero rimasti spenti, il Tacit Rainbow avrebbe messo in atto il temporeggiamento utilizzando il proprio motore a getto di piccole dimensioni. Il progetto fu cancellato nel 1991 per taglio dei finanziamenti.
Un punto di forza dei missili moderni è la velocità oltre che la portata dimensionata per essere superiore a quella delle batterie antiaeree. In effetti, alcuni moderni missili SAM sono realizzati di grande dimensione e sono in grado di effettuare grandi accelerazioni, raggiungendo velocità che arrivano fino a mach 6. Per contrastare queste minacce in un ipotetico "duello" tra aereo attaccante e batteria contraerea, il missile AGM-88 HARM è in grado di raggiungere Mach 4, il che, unitamente al vantaggio della quota, rende molto probabile la vittoria dell'aereo nella sfida contro la batteria antiaerea, forse con la sola eccezione dei missili terra-aria di ultima generazione come il SA-10 Grumble.
Per quanto concerne la controparte russa, il campione è il  Kh-31PM, in cui una grossa novità è sicuramente rappresentata dal sistema di propulsione. Infatti, il sistema propulsivo è “doppio”. Al momento del lancio il missile accelera con un motore a razzo a propellente solido fino a Mach 1,8. In seguito, il motore a razzo viene “eliminato” e l'interno viene convertito in una camera di propulsione per uno statoreattore. Spinto da questo, raggiunge i Mach 2,5 a bassa quota ed i Mach 3 ad alta quota, forse anche Mach 4,5. La testata, costituita da esplosivo ad alto potenziale, è singola.

## Impiego aria-aria
Di recente, varianti aria-aria dei missili ARM hanno iniziato a fare la loro comparsa. Il più rappresentativo di questi è il russo Vympel R-27P. Questo tipo di missile ha molti vantaggi rispetto agli altri modelli aria-aria, per esempio non viene rilevato dai Radar Warning Receiver e quindi colpisce sfruttando l'effetto sorpresa. Inoltre, i missili ARM aria-aria possono avere una maggiore portata, in quanto non sono limitati dalla durata della batteria che, al contrario, viene sollecitata e limita la distanza operativa dei missili a guida radar attiva.
Il missile aria-aria americano AIM-120 AMRAAM si autoguida sulla trasmissioni di jamming emesse dagli aerei nell'ambito delle contromisure elettroniche e viene chiamata capacità "home on jam". Comunque, la modalità anti-radiazione non è l'unica modalità di guida del missile.